# Teredus opacus
Teredus opacus is een keversoort uit de familie knotshoutkevers (Bothrideridae). De wetenschappelijke naam van de soort werd in 1854 gepubliceerd door Habelmann.